# Claire Johnston
Claire Johnston (* 1940; † 1987) war eine US-amerikanische feministische Filmtheoretikerin. Sie schrieb bahnbrechende Essays zur Konstruktion von Ideologie im Mainstreamkino (Hollywood und europäisches Autorenkino).

## Schriften
- „Women’s Cinema as Counter-Cinema.“ In: Claire Johnston (Hrsg.): Notes on Women’s Cinema. Society for Education in Film and Television, London 1975, nachgedruckt in: Sue Thornham (Hrsg.): Feminist Film Theory. A Reader. Edinburgh University Press, 1999, S. 31–40.
  - deutsch: Frauenfilm als Gegenfilm. In: Frauen und Film. Nr. 11, 1977, S. 19–33.
- „Feminist Politics and Film History.“ In: Screen. Band 16, Nr. 3, S. 115–125.
- (Herausgeberin): The work of Dorothy Arzner. Towards a feminist Cinema. British Film Institute, London 1975, ISBN 978-0851700441.

## Weiterführende Literatur
- Janet Bergstrom: „Rereading the Work of Claire Johnston.“ In: Camera Obscura: Feminism, Culture, and Media Studies. Band 1-2, Nr. 3-1, 1979, S. 21–31.
- Rachel Fabian: „Reconsidering the Work of Claire Johnston.“ In: Groß, B., Morsch, T.  (Hg.): Feminist Media Histories. Band 4, Nr. 3, 1. Juli 2018, S. 244–273.
- Heike Klippel: „Feministische Filmtheorie und Genderforschung.“ In: Handbuch Filmtheorie. Springer Fachmedien Wiesbaden, Wiesbaden 2016, S. 1–18.

| Personendaten    | Personendaten                                    |
| ---------------- | ------------------------------------------------ |
| NAME             | Johnston, Claire                                 |
| KURZBESCHREIBUNG | US-amerikanische feministische Filmtheoretikerin |
| GEBURTSDATUM     | 1940                                             |
| STERBEDATUM      | 1987                                             |